# Сильва, Тони
Тони Марио Сильва (фр. Tony Sylva; род. 17 мая 1975, Гедиавай, Дакар) — сенегальский футболист, вратарь. Играл за «Монако», «Газелек», «Эпиналь», «Аяччо», «Лилль» и «Трабзонспор».

## Карьера
Тони начал карьеру во французском «Монако», в котором сыграл лишь 24 матча, так как его три раза отправляли в аренду французским клубам. Первым был клуб «Газелек», с которым он провёл сезон 1995/96. В следующем сезоне Тони был уже в аренде в другом клубе, «Эпиналь». Тут он тоже провёл только один сезон, заняв предпоследнее место в Дивизионе 2, после чего вернулся в «Монако». В сезоне 1999/00 году вместе с красно-белыми выиграл Дивизион 1. Уже в следующем сезоне был опять отдан в аренду в клуб из столицы Корсики, только на сей раз это был «Аяччо». В том сезоне «Аяччо» занял 12 место в Дивизионе 2. 8 июня 2004 года Сильва перешёл из «Монако» в «Лилль» на правах свободного агента. С «Лиллем» он провёл чуть больше половины всех своих матчей — 163. А также в сезоне 2004/05 помог «Лиллю» закончить сезон на втором месте в Лиге 1. В июле 2008 года Тони подписал двухлетний контракт с турецким «Трабзонспором». Хотя его контракт в «Лилле» истекал только в июне 2009 года, но в соответствии статьи 17, Регламента ФИФА по статусу и трансферу игроков, ему было разрешено покинуть клуб. Последним сезоном стал 2009/10, в котором Тони помог «Трабзонспору» завоевать Кубок Турции.

## Достижения
«Монако»
- Чемпион Франции: 1999/00

«Лилль»
- Вице-чемпион Франции: 2004/05

«Трабзонспор»
- Обладатель Кубка Турции: 2009/10